# Перселл, Дик
Дик Перселл (англ. Dick Purcell; 6 августа 1905, Гринуич — 10 апреля 1944, Голливуд) — американский актёр, известный по роли в сериале «Капитан Америка» (1944), фильмах «Герои в голубом» (1939) и «Сорвиголовы» (1938). Он был женат на Этелинд Терри. Умер от сердечного приступа.

## Ранняя жизнь
Перселл родился в 1905 году в Гринуиче, штат Коннектикут. Был одним из 5 детей. Он посещал католическую начальную школу и среднюю школу, прежде чем поступить в качестве студента в Фордемский университет, в котором он был участником хоккейной команды.

## Ранняя работа в кинематографе
Дик Перселл начал свою актёрскую карьеру в театре, сыграв, по крайней мере, в трёх пьесах: Men in White (1933), Sailor, Beware!, Paths of Glory. Во время показа Paths of Glory он был замечен и приглашен на небольшую роль в фильме Ceiling Zero (1936). Его следующим фильмом был Man Hunt (1936), в которой Перселл играл большую роль в качестве газетного репортёра. В 1936 году он сыграл в 11 фильмах.

## Капитан Америка
«Капитан Америка» (1944) — сериал, выпущенный Republic Pictures, в основе которого лежит персонаж комиксов Капитан Америка. Это был последний сериал о супергерое, выпущенный Republic Pictures. Он также имеет звание самого дорогого сериала, когда-либо созданного Republic Pictures.
Дик Перселл получил роль Гранта Гартнера/ Капитан Америка.
Роль, которая сделала Дика Пурселла знаменитым, оказалась его последней. Он умер через несколько недель после завершения съёмок, прежде чем сериал был выпущен. По словам историка кино Рея Стидмана, напряжение от съемок «Капитана Америки» было слишком велико для сердца актера. Он умер в раздевалке загородного клуба, вскоре после игры в гольф.

## Фильмография

### Актёр
- 1944 — «Leave It to the Irish»
- 1944 — «Trocadero»
- 1944 — «Капитан Америка»/Captain America
- 1944 — «Timber Queen»
- 1943 — «Mystery of the 13th Guest»
- 1943 — «High Explosive»
- 1943 — «Aerial Gunner»
- 1943 — «Idaho»
- 1943 — «No Place for a Lady»
- 1943 — «Reveille with Beverly»
- 1942 — «X Marks the Spot»
- 1942 — «Phantom Killer»
- 1942 — «The Old Homestead»
- 1942 — «I Live on Danger»
- 1942 — «В старой Калифорнии»/In Old California
- 1942 — «Torpedo Boat»
- 1941 — «No Hands on the Clock»
- 1941 — «Flying Blind»
- 1941 — «The Pittsburgh Kid»
- 1941 — «Пули для О'Хара»/Bullets for O’Hara
- 1941 — «Two in a Taxi»
- 1941 — «Король зомби»/King of the Zombies
- 1940 — «Авиазвено»/Flight Command
- 1940 — «Банковский сыщик»/The Bank Dick
- 1940 — «Воскресни, любовь моя»/Arise, My Love
- 1940 — «Private Affairs»
- 1940 — «Новолуние»/New Moon
- 1940 — «Outside the Three-Mile Limit»
- 1939 — «Heroes in Blue»
- 1939 — «Drunk Driving»
- 1939 — «Irish Luck»
- 1939 — «While America Sleeps»
- 1939 — «Streets of New York»
- 1939 — «Blackwell's Island»
- 1938 — «Tough Kid»
- 1938 — «Нэнси Дрю — Детектив»/Nancy Drew: Detective
- 1938 — «Broadway Musketeers»
- 1938 — «Garden of the Moon»
- 1938 — «Долина титанов»/Valley of the Giants
- 1938 — «Penrod's Double Trouble»
- 1938 — «Mystery House»
- 1938 — «Air Devils»
- 1938 — «Flight Into Nowhere»
- 1938 — «Скандалы случаются»/Accidents Will Happen
- 1938 — «Over the Wall»
- 1938 — «The Daredevil Drivers»
- 1937 — «Missing Witnesses»
- 1937 — «Alcatraz Island»
- 1937 — «Wine, Women and Horses»
- 1937 — «Reported Missing!»
- 1937 — «Public Wedding»
- 1937 — «Slim»
- 1937 — «Draegerman Courage»
- 1937 — «Melody for Two»
- 1937 — «Men in Exile»
- 1937 — «Navy Blues»
- 1936 — «King of Hockey»
- 1936 — «The Captain's Kid»
- 1936 — «Дело о бархатных коготках»/The Case of the Velvet Claws
- 1936 — «Jailbreak»
- 1936 — «Bengal Tiger»
- 1936 — «Public Enemy's Wife»
- 1936 — «Пулями или голосами»/Bullets or Ballots
- 1936 — «The Law in Her Hands»
- 1936 — «Times Square Playboy»
- 1936 — «Snowed Under»
- 1936 — «Brides Are Like That»
- 1936 — «Man Hunt»
- 1936 — «Freshman Love»
- 1936 — «Ceiling Zero»
- 1932 — «The Strange Love of Molly Louvain»
- 1930 — «Ворота в Ад»/The Doorway to Hell

### Собственное появление
- 1943 — «Fighting Men: Crack That Tank»
- 1939 — «Screen Snapshots Series 18, No. 8»
- 1938 — «Breakdowns of 1938»

### Архив
- 2005 — «The Great Man: W.C. Fields»
- 1989 — «Action Heroes of Movies & T.V.: A Campy Compilation»
- 1986 — «Horrible Horror»
- 1937 — «Talent Scout»